# Xuân Thới Đông
Xuân Thới Đông là một xã thuộc huyện Hóc Môn, Thành phố Hồ Chí Minh, Việt Nam.

## Địa lý
Xã Xuân Thới Đông nằm ở phía nam huyện Hóc Môn, có vị trí địa lý:
- Phía đông giáp các xã Tân Xuân và Trung Chánh với ranh giới là quốc lộ 22
- Phía tây và phía bắc giáp xã Xuân Thới Sơn
- Phía nam giáp các xã Bà Điểm và Xuân Thới Thượng.

Xã có diện tích 2,99 km², dân số năm 2021 là 38.841 người,  mật độ dân số đạt 12.990 người/km².

## Lịch sử
Xã được thành lập vào ngày 5 tháng 11 năm 2003 trên cơ sở 308,90 ha diện tích tự nhiên và 15.877 người của xã Tân Xuân.

## Hành chính
Xã Xuân Thới Đông được chia thành 6 ấp: Xuân Thới Đông 1, Xuân Thới Đông 2, Xuân Thới Đông 3, Mỹ Hòa 2, Mỹ Hòa 4, Tân Tiến với 115 tổ nhân dân.